# أحمد مدحت
أحمد مدحت (مواليد 19 سبتمبر 1969) هو مخرج أفلام مصري، قام بإخراج عدد مهم من الأعمال بين السينما والتلفزيون أبرزها مسلسل الصياد سنة 2014.

## حياته
وُلد أحمد مدحت سنة 1969 في مدينة القاهرة، تخرج من المعهد العالي للسينما سنة 1991، قدم عددًا من الأفلام التسجيلية بعد تخرجه أهمها «سيجارة وقهوة عربي» و«يا أماه لا تبكي علي» بجانب مجموعة من الأفلام الروائية القصيرة مثل «زهرة الإسكندر»، و«حارة الأربعين» وبعض مسلسلات الأطفال، قبل أن يقدم عمله السينمائي الأول التوربيني الذي حقق نجاحًا متوسطًا، فيلم التوربيني يعتبر هو أولى تجارب المخرج أحمد مدحت الروائية الطويلة بعد أن قدم عدداً كبيراً من الأفلام التسجيلية. وهو إبن الفنان القدير مدحت مرسي. وشقيق السينارست أيمن مدحت.

## أعماله

### مسلسلات
| سنة الإنتاج | المسلسل              |
| ----------- | -------------------- |
| 2025        | معاویة               |
| 2020        | ضحايا حلال           |
| 2018        | اختفاء               |
| 2017        | بين عالمين           |
| 2017        | أنا شهيرة أنا الخائن |
| 2016        | شهادة ميلاد          |
| 2015        | ظرف أسود             |
| 2014        | الصياد               |
| 2012        | عرفة البحر           |
| 2000        | السيف والصخر         |

### أفلام
| سنة الإنتاج | الأفلام          |
| ----------- | ---------------- |
| 2009        | العالمي          |
| 2007        | التوربيني        |
| 2007        | هبة المدفع       |
| 2003        | حارة الأربعين    |
| 1993        | الطريق إلى إيلات |

### فيديو كليب
- زمان وأنا صغير - هشام عباس
- لو بطلنا نحلم نموت - محمد منير
- لما الشتا يدق البيبان - علي الحجار
- لحظة غروب - علي الحجار
- قمر البلد دي - أحمد برادة

## أدوار متعددة
- 2003 :حارة الأربعين - فيلم قصير (مؤلف)
- 2014 : عيادة حب - برنامج (مخرج)
- 2015 : ريتنغ رمضان برنامج - (ضيف)
- 2015 : ظرف أسود - مسلسل (قصة)

## وصلات خارجية
- أحمد مدحت على موقع IMDb (الإنجليزية)
- أحمد مدحت على موقع قاعدة بيانات الأفلام العربية
- أحمد مدحت على موقع قاعدة بيانات الفيلم (الإنجليزية)